# ویلیام کیلیگرو (۱۶۰۶–۱۶۹۵) (میلادی)

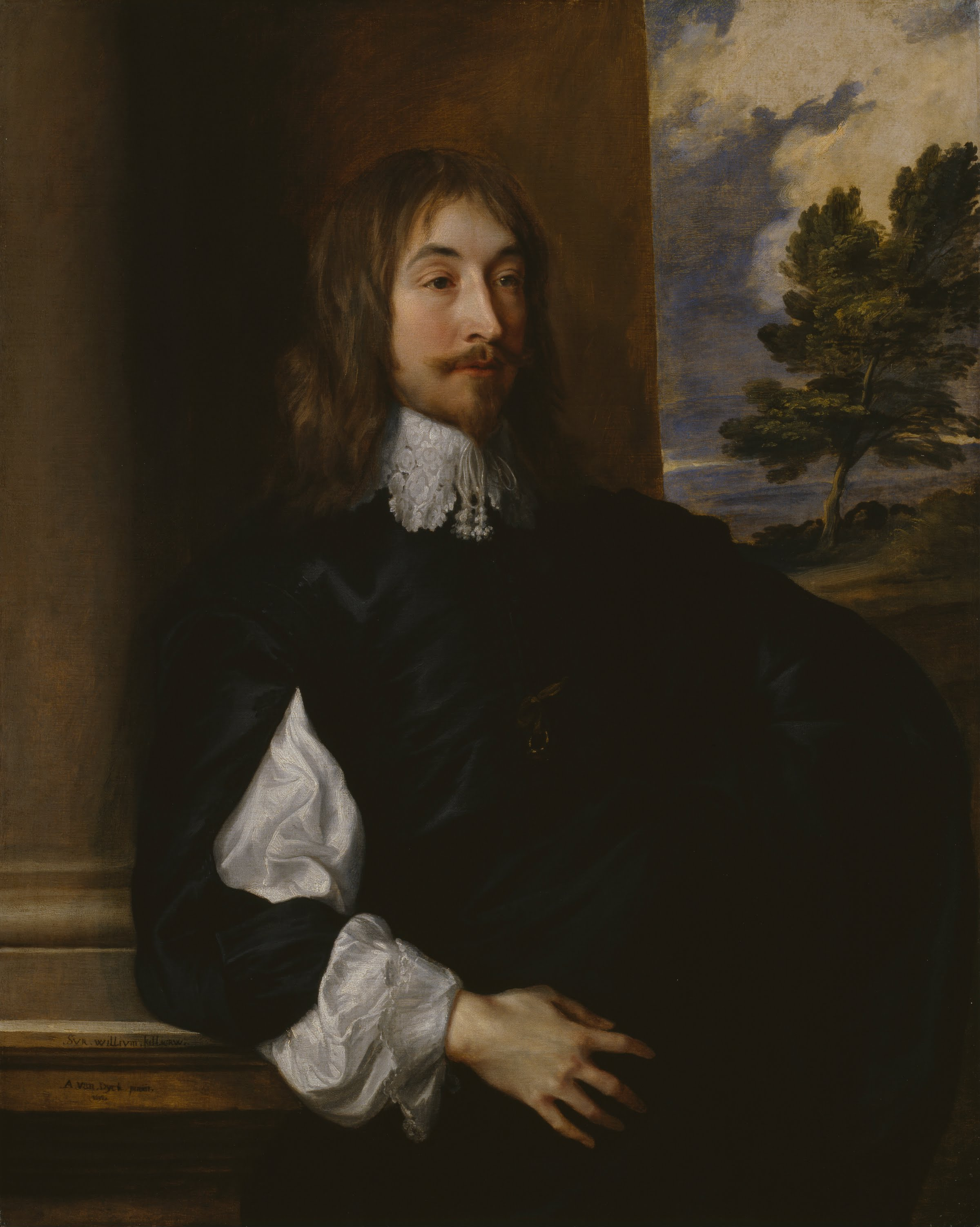
سر ویلیام کیلیگرو.

سر ویلیام کیلیگرو (Sir William Killigrew) (1606 – 1695 میلادی)، کمپتون پارک، میدلسکس، یک کارمند دربار انگلستان تحت رهبری چارلز اول و چارلز دوم بود.
او پسر سر رابرت کیلیگرو (متوفی ۱۶۳۳/۵) و ماری وودهاوس از کیمبرلی، نورفک خانمش بود. وی برادر بزرگ توماس کیلیگرو بود. از خانمش ماری، دختر جان هیل از هانیلی، وارویکشایر، سه پسر داشت: هنری (متوفی ۱۶۶۱ میلادی)، ویلیام، سروان در ارتش و سر رابرت. دخترش الیزابت (متوفی ۱۶۷۷ میلادی) با فرانسس کلینتون، ششمین کنت لینکلن ازدواج کرد، با او صاحب یک کودک به نام فرانسس کلینتون شد که در نوزادی درگذشت. کیلیگرو در ماه می ۱۶۲۶ به مقام سلحشوری و دلاوری رسید. وی در مارس ۱۶۲۸ میلادی به عنوان نماینده پارلمان نیوپورت و پنرین، پارنوال انتخاب شد اما تنها در پنرین به کرسی نشست. در سال ۱۶۲۹ میلادی او و پدرش مشترکاً فرمانداری قلعه پندنیس را به عهده گرفتند. با این حال، بعد از کمی مشکلات کیلیگرو در آوریل ۱۶۳۵ میلادی به نفع سرنیکولاس سلانینگ استعفا داد.
در سال ۱۶۳۴ میلادی، کیلیگرو ۶ سهم زمین (۱۵۰ آکر (۶۱ هکتار)) در قبیله همیلتون برمودا را به اجاره ۹۹ ساله به برادرش، هنری وودهاوس، فرماندار قبلی برمودا داد. کرایه آن ناچیز بود – ۱۰۰ نارنج، ۱۰۰ لیمو و ۱۰۰ کچالو که باید در عید بشارت مریم مقدس پرداخت می‌شد – اما وودهاوس این مقدار را نپرداخت. در سال ۱۶۳۷ میلادی، کیلیگرو زمین‌اش را پس گرفت. او متحد با شرکایش تلاش کرد تا Lincolnshire Fens را که بسیار گران‌قیمت بود، تخلیه کند. این امر باعث شد تا در یک منازعه قابل ملاحظه محلی قرار بگیرد. در جریان جنگ داخلی انگلستان او کمک‌های توأم با وفاداری و به پادشاه انجام داد.
در سال ۱۶۴۶ میلادی او خودش را به مدیران شرکت لیوانت به عنوان انتخاب پادشاه به عنوان سفیر قسطنطنیه معرفی کرد. نامزدی او در نظر گرفته نشده بود.
در دوره بازگردانی پادشاهی انگلستان او سمت معاون کاخ‌دار ملکه، یک سمت تأثیرگذار و پر امتیاز را به‌عهده داشت. در سال ۱۶۶۳ میلادی کیلیگرو پروپوزلی را منتشر کرد که بیان می‌کرد چگونه این ملت می‌تواند با پول‌های که به شاه می‌سپارد، سود ببرد… که در آن او از انتشار ۲ میلیون پوندی اوراق قرضه قابل انتقال توسط دولت حمایت کرد که سود آن توسط مالیات سالانه ۳۰۰ هزار پوند پوشش داده می‌شد. اوراق قرضه با پول‌های میان ۵ و ۱۰۰ پوندی بود که اکثراً کوچک‌تر است. دولت باید یک چارچوب نظارتی ایجاد می‌کرد تا از تقلب جلوگیری کرده و پذیرش آن را به عنوان پول قانونی فراهم می‌کرد. این پروپوزل توسط جورج داونینگ، وزیر خزانه‌داری، کسی که آغاز به صدور فرمان‌های خزانه‌داری کرده بود، تطبیق می‌شد. در ابتدا او امیدوار بود که قدرت مالی بانک‌داران طلافروش (goldsmith bankers) را کنار بزند. اما تا سال ۱۶۷۲ میلادی اکثر فرمان‌ها در دستان تعدادی از این بانک‌دارها قرار گرفت و باعث شد تا قدرت آن‌ها افزایش یابد.: 101 : 103 
از سال ۱۶۶۴ تا ۱۶۷۹ میلادی او عضو پارلمان از ریچموند در یورکشایر بود.
او نویسنده چهار نمایش‌نامه ارزش‌مند بود. این چهار درام و تاریخ نشر آن‌ها قرار ذیل است:
- Ormasdes، یا عشق و دوستی (۱۶۶۴)
- Pandora، یا تبدیل شده‌ها (۱۶۶۴)
- Selindra (1664)
- محاصره اوربین (۱۶۶۶)

تراژیکمدی محاصره اوربین اکثراً به عنوان بهترین نمایش‌نامه او شناخته می‌شود. شاعر ایدموند والر ابیاتی را در مورد پاندورای کیلیگرو نوشته‌است که نشان می‌دهد این نمایش‌نامه اساساً یک تراژیدی بوده و زمانی که نسخه تراژیک آن روی صحنه ناموفق بود، کیلیگرو آن را ویرایش کرده و به کمیدی مبدل ساخت.